# Tire Me
Tire Me è un brano musicale del 1996 del gruppo rap metal statunitense Rage Against the Machine.
La canzone è contenuta nell'album Evil Empire.

## Premi
Con questo brano nel 1997 il gruppo ha vinto il Grammy Award alla miglior interpretazione metal.